# Црква брвнара Свете Тројице у Селевцу
Црква брвнара Свете Тројице у Селевцу је православни храм Српске православне цркве и споменик културе од великог значаја. Подигнута у периоду од 1827. и 1832. године, ова црква данас представља највећу цркву-брвнару са тремом у Србији. Посвећена је Силаску Светог духа.

## Историјат
У селу се, у засеоку Ладне Воде, налазила првобитна црква која је 1813. године спаљена од стране Турака. То се место данас зове Старо село и то је основа Селевца, одакле су се раселили на данашња места по селу и по засеоцима.
Црква брвнара је подигнута у време кнеза Милоша Обреновића, а на иницијативу Станоја Главаша. Због неслагања међу грађанима око места на ком би требало да буде нова црква, позван је и сам кнез Милош да својим присуством и ауторитетом одлучи да где ће се црква саградити. Према његовој одлуци, цркву је требало саградити у Мангулском крају, на месту где се дан-данас налази.
Нова црква грађена је у периоду 1827—1832. године, а сам кнез је приложио 500 гроша за њено грађење. Селевачка богомоља је саграђена унутар села што није уобичајена локација за цркву брвнару.

## Изглед
Пространи наос покривен је сводом од шашоваца и на источној страни завршен полигоналном олтарском апсидом. Северна и западна врата носе једноставну, али прецизну декорацију: Иконостасне преграде је извео омиљени сликар кнеза Милоша, Јања Молер. 
Селевачке иконе су настале 1834. године и по броју, познобарокном начину обраде и богатој употреби злата представљају најрепрезентативнију иконостасну целину у једној цркви брвнари.
Црква у Селевцу је каснијим преправкама увелико изменила свој првобитни изглед, па чак захваљујући трему са зиданом оградом постала већа. 